# Parafia św. Andrzeja Apostoła i św. Rocha w Ramsowie
Parafia św. Andrzeja Apostoła i św. Rocha w Ramsowie – parafia rzymskokatolicka, znajdująca się w archidiecezji warmińskiej, w dekanacie Barczewo. W parafii posługują księża diecezjalni. Według danych na dzień 11 lipca 2025  r. proboszczem jest ks. mgr Andrzej Turczyn. 